# Heinrich Aldegrever

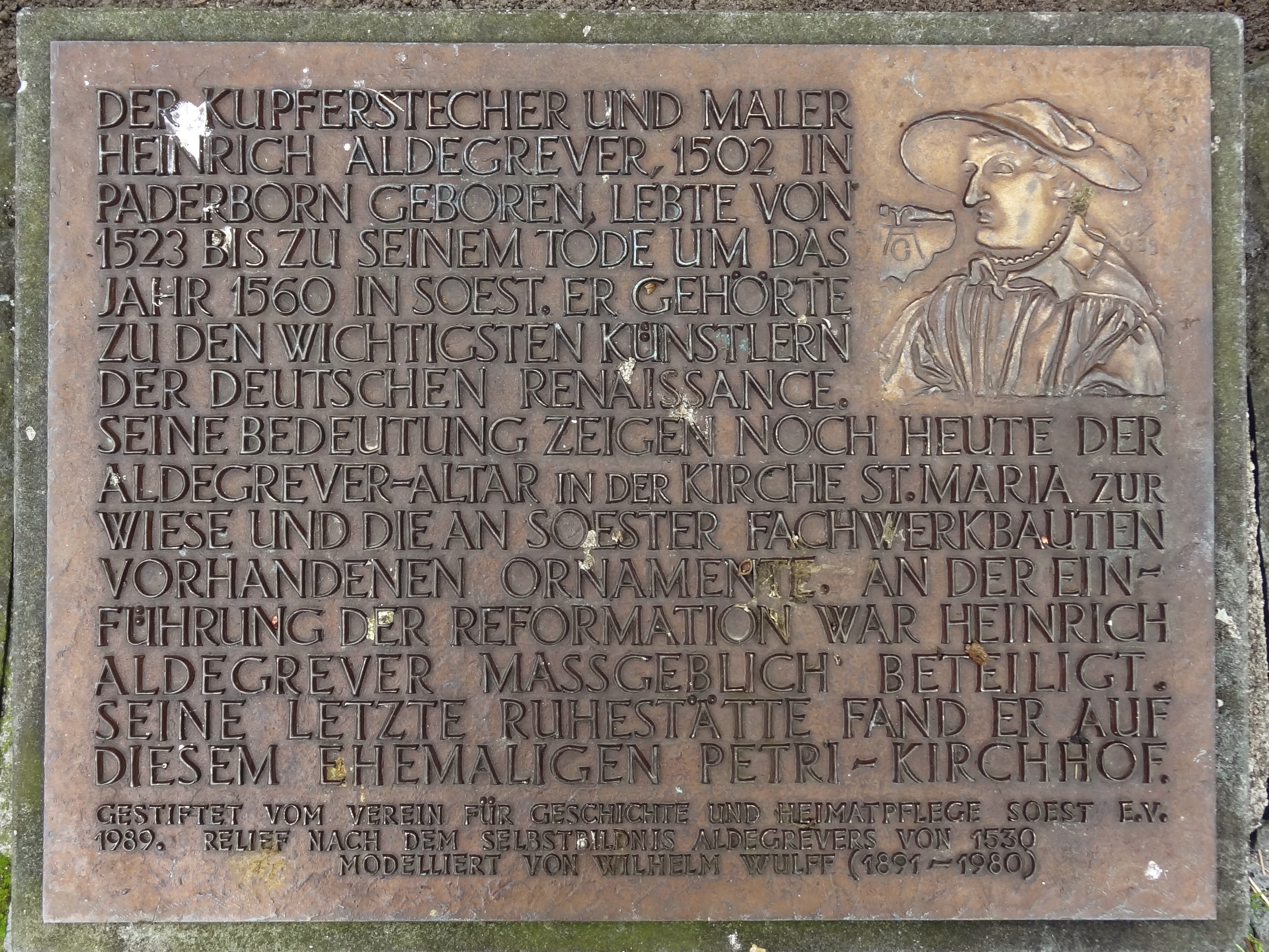
Aldegrever emléktáblája Soestben

Heinrich Aldegrever (Paderborn, 1502 – Soest, 1555 és  1561 között) német reneszánsz festő, rézmetsző és ötvös, Albrecht Dürer követője. Az ún. kismesterek közé tartozik. Műveiből 1986-ban és 2003-ban Unnában, 2002-ben Münsterben rendeztek kiállítást.

## Életpályája
Egy polgári facipő-készítő fiaként született. Élete nagy részét Soestben töltötte. Halálának éve nem állapítható meg pontosan.
Dürer hatása alatt állt. Műveiben bibliai és mitológiai, allegorikus, történelmi illetve erkölcsi témákat ábrázolt. Számos széleslevelű növénydíszítményt ( ú.n. Aldegrever-féle díszítmények)  metszett ötvösök számára  - ezeket valószínűleg a velencei reneszánsz díszítmények közül kölcsönözte. (Arcképeinek jellemábrázolása kitűnő.